# Szabina Gercsák
Szabina Gercsák (ur. 9 lipca 1996) – węgierska judoczka. Olimpijka z Paryża 2024, gdzie zajęła siedemnaste miejsce w wadze średniej.
Uczestniczka mistrzostw świata w 2015, 2017, 2018, 2021, 2022, 2023 i 2024. Startowała w Pucharze Świata w latach 2012–2015, 2018, 2019, 2022 i 2023. Brązowa medalistka mistrzostw Europy w 2016. Piąta na igrzyskach europejskich w 2015. Triumfatorka młodzieżowych igrzysk olimpijskich z 2014 roku.